# Ramdane Issaad
Ramdane Issaad, né le 1er avril 1951, est un écrivain français.

## Biographie
Né d'un père algérien et d'une mère normande, il exerce tout d'abord la médecine durant trois ans (1979-1981) dans un cabinet populaire, du quartier des Abbesses à Montmartre, avant de décider de se consacrer pleinement à l'écriture et à la réalisation de documentaires pour la télévision (il obtient le Prix Roberval en 1998).
Ancien militant maoïste (il vendait La Cause du peuple à 16 ans sur les marchés), il découvre Guy Debord et la littérature situationniste en 1968 et n'a depuis cessé d'analyser le monde selon cette grille critique.
Son univers, aux antipodes des clichés usuels concernant la littérature "beur" de ghetto, se veut global et transculturel. Dostoïevski, Steinbeck, Malcolm Lowry, James Ellroy, Sepúlveda, Kessel, Césaire constituent ses repères et l'auteur, qui n'est pas arabophone, se définit avant tout comme universaliste et proche de la pensée de Gilles Deleuze. Dès sa première publication, la critique favorable constate que ses personnages évoluent dans un monde globalisé tel que nous le vivons, allant jusqu'à évoquer Louis-Ferdinand Céline (Le Vertige des abbesses).
Il publie au Seuil en 2003, Rushes, une fiction documentée sur le génocide rwandais et son traitement par les médias français soumis à la propagande d'État.
Son septième roman publié aux éditions du Net en 2011 pose la question de la pertinence de l'acte de révolte individuel dans un monde complexe où l’aliénation touche autant les plus démunis que les puissants.
Il est l'auteur d'un essai sur le complexe médico-industriel, La Dictature d'Hippocrate Issaad a initié depuis 2003, avec le sociologue Pierre Bourdieu et Jacques Glowinski, une série de portraits et d'entretiens avec les membres du Collège de France (Portrait de Gilles de Gennes, Arte 2007, entretien avec Pierre Boulez en 2008. L'ensemble du travail a été regroupé en une collection référence, "La Mémoire du Collège de France", publiée aux éditions Montparnasse.
Ramdane Issaad est l'un de ceux qui auront tenté de faire sortir la littérature francophone dite "beur", de son ghetto culturel. En effet, rares sont les écrivains de sa génération à avoir eu droit à participer pleinement à la vie intellectuelle française. Cette littérature présente en effet un lourd handicap. Ainsi que le fait remarquer Alec G. Hargreaves, « Les documentalistes ne savent pas où la classer, les enseignants hésitent à l’incorporer dans leurs cours et les critiques sont généralement sceptiques quant à ses mérites esthétiques ». Il remarque cependant que « ce refus d’accepter comme légitime dans l’enceinte des lettres françaises la présence d’éléments venus d’outre-Méditerranée ne peut s’expliquer par de seuls critères esthétiques ».
Pamphlétaire, Ramdane Issaad publie aussi sur de nombreux sites Internet[réf. nécessaire].